# Anyphops capensis
Espèce
Synonymes
- Selenops capensis Lawrence, 1940

Anyphops capensis est une espèce d'araignées aranéomorphes de la famille des Selenopidae.

## Distribution
Cette espèce est endémique d'Afrique du Sud. Elle se rencontre au Cap-Occidental et au Cap-Oriental.

## Description
Le mâle mesure 13,3 mm.

## Étymologie
Son nom d'espèce, composé de cap et du suffixe latin -ensis, « qui vit dans, qui habite », lui a été donné en référence au lieu de sa découverte, Le Cap.

## Publication originale
- Lawrence, 1940 :  The genus Selenops (Araneae) in South Africa. Annals of the South African Museum, vol. 32, p. 555-608 (texte intégral).